# Hydraena errina
Hydraena errina är en skalbaggsart som beskrevs av Armand D'Orchymont 1948. Hydraena errina ingår i släktet Hydraena och familjen vattenbrynsbaggar. Inga underarter finns listade i Catalogue of Life.